# Horda Nogai
A Horda Nogai foi uma horda tártara que controlou a região dos Montes Cáucaso, após os ataques mongóis, e se desenvolveu como uma síntese entre túrquicos quipchacos e mongóis que os conquistaram. Seus descendentes hoje são conhecidos como Nogais.
Nomeados em homenagem a Nogai Cã (morto em 1299) e estabelecidos por Edigu Mangit (morto em 1419) por volta de 1396, seus domínios se estendiam da margem oriental do Volga, a oeste, ao Irtysh, a leste, e do Mar Cáspio ao Mar de Aral, ao sul, abrangendo terras dos atuais Cazaquistão, Rússia e Uzbequistão. Sua capital era a cidade de Saray-Jük, localizada na embocadura do rio Yayik (Ural), que era a fronteira leste de seu território, separando-os dos cazaques e quirguizes.
Em 1557, o nogai Nur-al-Din Qazi Mirza brigou com Ismael Beg e fundou a Horda Nogai Menor nas estepes do norte do Cáucaso. Os nogays ao norte do Cáspio passaram a ser chamados de Grande Horda Nogai. No início do século 17, a Horda se fragmentou ainda mais sob o ataque dos Kalmyks.
O principal elemento étnico do canato era constituído pelos grupos quipchacos, assim como nos Canatos da Crimeia, Astrakhan e Sibéria. Entre estas tribos, os Mangit (supostamente uma tribo mongol que se tornou turca) tinha um status privilegiado.

## Queda
Após os canatos de Kazan e Astrakhan serem anexados pela Rússia entre 1552 a 1557, o Canato Nogai foi dividido em algumas entidades separadas. Aquelas ao norte do Cáucaso foram chamados de "Küçük Orda" (Pequena Horda), e aqueles situados na região do Lago Emba foram chamados de "Altiul Ordasi". Aqueles que continuaram sob o domínio de Ismail Khan foram reunidos sob o nome de Grande Horda Nogai, e reconheceram o domínio de Ivã o Terrível (1555-1557). Em 1580, Saray-Jük foi destruída por cossacos não-controlados pelo governo russo.
Depois, os Nogais foram transferidos para o Daguestão. No século XVII, os calmucos se estabeleceram nas antigas terras Nogais, e esta área é hoje em dia conhecida como Calmúquia.

## Lista de governantes
- Edigu (1396-1412)
- Noradine (1412-1419)
- Almançor (1419-1427)
- Gazi (1427-1428)
- Vakkas (1428-1447)
- Khorazm (1447-1473)
- Abbas (1473-1491)
- Musa (1491-1502)
- Yagmurchi (1502-1504)
- Khasan (1504-1508)
- Shaik Muhammad (1508-1510, 1516-1519)
- Alchagir (1510-1516)
- Agish (1520-1524)
- Said Akhmat (1524-1541)